# Heart on Fire
«Heart on Fire» —en español: «Corazón en el fuego»— es una canción realizada por el grupo británico Clean Bandit con la colaboración de la cantante Elisabeth Troy; incluida en el álbum de estudio debut de Clean Bandit New Eyes. Fue lanzada el 5 de junio de 2014, como descarga digital a través de iTunes.

## Lista de canciones
| Descarga digital — sencillo |                              |          |  |
| N.º                         | Título                       | Duración |  |
| 1.                          | «Heart on Fire» (Radio edit) | 4:02     |  |